# Espeleísmo

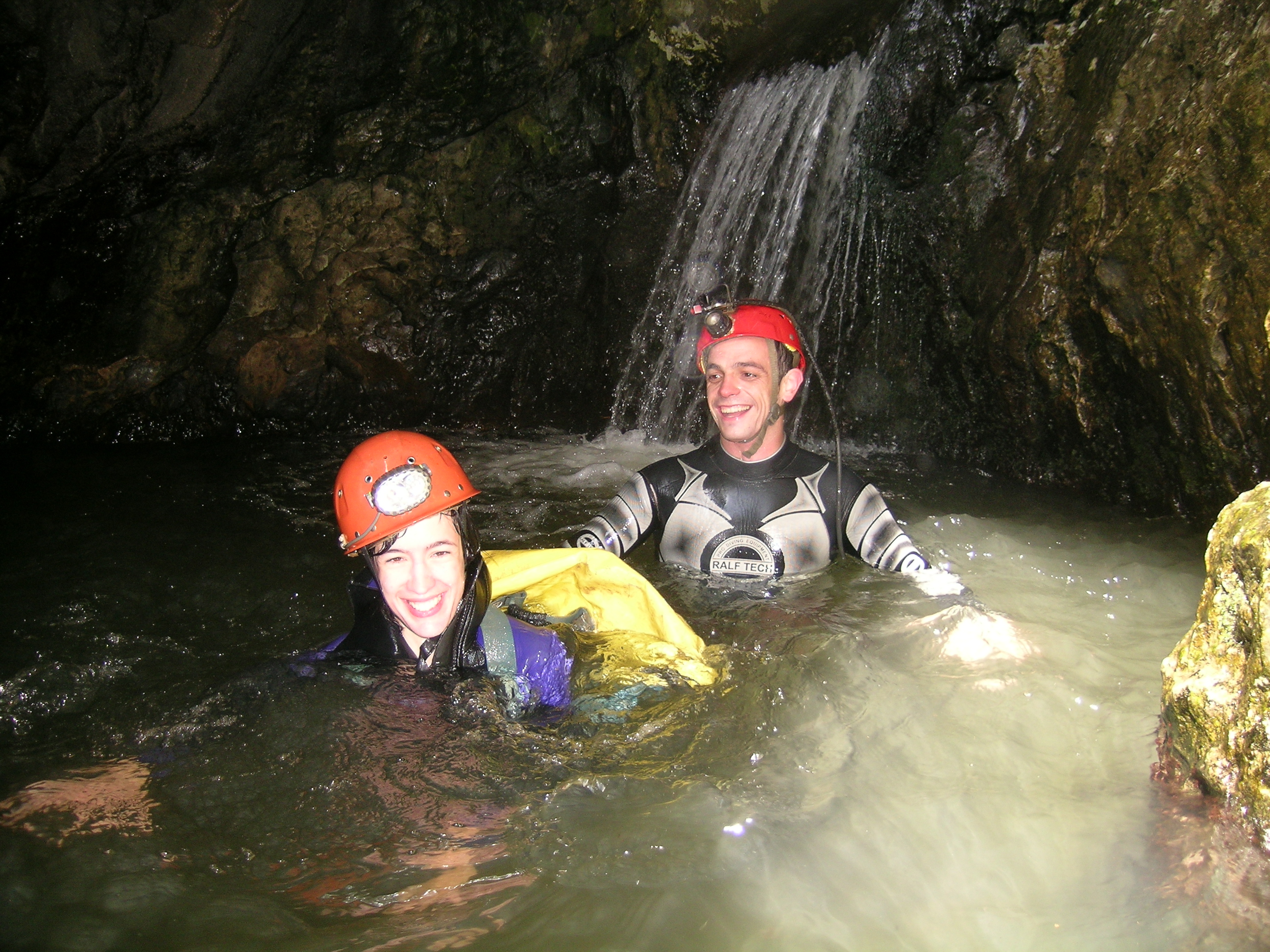
Espeleísmo en La Leze (Eguino, Álava, España).

Se denomina espeleísmo a la actividad de visitar cavidades subterráneas con fines recreativos; siendo distinta de la espeleología, concepto que designa al estudio científico de dichas cavidades.

## Diferenciación
Esta necesidad de diferenciación surge desde el inicio mismo de estas actividades a finales del siglo XIX (distinguiéndose en inglés entre caver y speleologist). Obedece a la necesidad de los exploradores científicos de diferenciarse de los turistas lúdicos, a efectos de reivindicar su papel en la sociedad. Últimamente, esta necesidad de diferenciación ha vuelto a cobrar importancia a efectos legales, por ejemplo en la cobertura de seguros, el cobro de tasas por rescate subterráneo o la reglamentación de los espacios naturales protegidos.

## Puntos de contacto
Hay que tener en cuenta que los vocablos «espeleísmo» y «espeleología» se refieren a la naturaleza de la actividad, y no tanto a las personas o grupos que las practican. Así, hay grupos específicamente dedicados al espeleísmo recreativo (como pueden ser las empresas de turismo de aventura), pero también se da el caso de clubes espeleológicos, dedicados a la exploración científica, que realizan ocasionalmente visitas a cavidades con el único objetivo de admirarlas o conocerlas. Por tanto, muchas veces son las mismas personas las que realizan unas veces espeleísmo, y otras espeleología.
De hecho, el espeleísmo cumple un importante papel dado que en muchas ocasiones sirve como primer contacto con el mundo subterráneo. Así, las personas interesadas pueden conocer los rudimentos de la técnica espeleológica (progresión vertical, etc) y recibir una introducción general a las ciencias del karst, de una forma que muchos grupos de espeleología no pueden ofrecer por razones prácticas y/o de responsabilidad civil. Así, tras esta instrucción básica quien lo desee tiene la opción de contactar con los grupo de espeleología que operan en su zona, para seguir profundizando en el conocimiento del mundo subterráneo.

## Presión turística
Debido al auge de los deportes de aventura, han surgido numerosas empresas que entre sus ofertas incluyen visitas a cavernas, así como publicaciones que invitan a acceder al mundo subterráneo a montañeros sin preparación específica en espeleología. Esto ha derivado en el aumento de la presión turística sobre ciertas cuevas, con el consiguiente deterioro de su medio; esta circunstancia está derivando en el cierre cautelar de diversas cavidades por parte de la Administración, haciendo patente la necesidad de actualizar la regulación del sector del turismo de aventura, en cuanto a actividades subterráneas se refiere.